# Михановићев Дол
Михановићев Дол је насељено место у саставу града Клањца у Крапинско-загорској жупанији, Хрватска. До територијалне реорганизације у Хрватској налазио се у саставу старе општине Клањец.

## Становништво
На попису становништва 2011. године, Михановићев Дол је имао 319 становника.

## Попис1991.
На попису становништва 1991. године, насељено место Михановићев Дол је имало 365 становника, следећег националног састава:
| Попис 1991.‍  | Попис 1991.‍  | Попис 1991.‍ | Попис 1991.‍ | Попис 1991.‍ |
| ------------ | ------------ | ----------- | ----------- | ----------- |
|              |              |             |             |             |
| Хрвати       | Хрвати       |             | 342         | 93,69%      |
| Југословени  | Југословени  |             | 5           | 1,36%       |
| Словенци     | Словенци     |             | 5           | 1,36%       |
| Муслимани    | Муслимани    |             | 1           | 0,27%       |
| Немци        | Немци        |             | 1           | 0,27%       |
| Срби         | Срби         |             | 1           | 0,27%       |
| Чеси         | Чеси         |             | 1           | 0,27%       |
| неопредељени | неопредељени |             | 3           | 0,82%       |
| непознато    | непознато    |             | 6           | 1,64%       |
| укупно: 365  |              |             |             |             |